# Untersuchungsausschuss zu Emissionsmessungen in der Automobilindustrie
Der Untersuchungsausschuss zu Emissionsmessungen in der Automobilindustrie (englisch Committee of Inquiry into Emission Measurements in the Automotive Sector, französisch Commission d'enquête sur la mesure des émissions dans le secteur de l'automobile; Abkürzung EMIS) war ein Untersuchungsausschuss des Europäischen Parlaments zur Aufklärung des Abgasskandals auf Europäischer Ebene. Der Ausschuss bestand von Dezember 2015 bis Dezember 2016.
Die Mitglieder des Ausschusses wählten Kathleen Van Brempt (S&D) zur Vorsitzenden, Berichterstatter waren Gerben-Jan Gerbrandy (ALDE) und Pablo Zalba Bidegain (EVP) Bericht.
Der Ausschuss hörte über 50 Zeugen aus Wissenschaft, Politik und Industrie. Der Ausschuss soll eventuelles Fehlverhalten in der Europäischen Union insbesondere in der Anwendung der Verordnung 715/2007, die den Kern der heutigen Abgasgesetzgebung in der EU darstellt, aufdecken und Strategien für zukünftige Abgasnormen und Genehmigungsverfahren aufzeigen. Die Sitzungen mit den Anhörungen sind online verfügbar. Haupttagungsorte waren die Gebäude József Antall und Altiero Spinelli des Europäischen Parlaments in Brüssel.